# Violent Machine
Violent Machine es el octavo álbum de estudio del guitarrista estadounidense Tony MacAlpine, publicado en 1996 a través de Metropolis Records en los Estados Unidos y en 1997 a través de Victor Entertainment en Japón.

## Lista de canciones
Toda la música compuesta por Tony MacAlpine, excepto donde se indique lo contrario. 
| N.º | Título                                       | Duración |  |
| 1.  | «Violent Machine»                            | 3:42     |  |
| 2.  | «Unfortunate Lazarus»                        | 3:58     |  |
| 3.  | «Circus du Soleil»                           | 4:41     |  |
| 4.  | «Sophisticated Domination»                   | 5:02     |  |
| 5.  | «Chopin Etude #12 Opus 10» (Frédéric Chopin) | 2:42     |  |
| 6.  | «Shoe Shine Cyber Boy»                       | 3:27     |  |
| 7.  | «Carolina Blue»                              | 4:32     |  |
| 8.  | «Mr. Destructive»                            | 5:19     |  |
| 9.  | «ARS Nova»                                   | 3:08     |  |
| 10. | «Space Ritual»                               | 4:04     |  |

| Edición japonesa |                                                   |          |  |
| N.º              | Título                                            | Duración |  |
| 1.               | «Violent Machine»                                 | 3:42     |  |
| 2.               | «Unfortunate Lazarus»                             | 3:58     |  |
| 3.               | «Hatred to Love» (instrumental de "Space Ritual") | 4:04     |  |
| 4.               | «Circus du Soleil»                                | 4:41     |  |
| 5.               | «Sophisticated Domination»                        | 5:02     |  |
| 6.               | «Chopin Etude #12 Opus 10» (Frédéric Chopin)      | 2:42     |  |
| 7.               | «Shoe Shine Cyber Boy»                            | 3:27     |  |
| 8.               | «Carolina Blue»                                   | 4:32     |  |
| 9.               | «Little Gem»                                      | 5:12     |  |
| 10.              | «ARS Nova»                                        | 3:08     |  |
| 11.              | «Out of Touch»                                    | 4:43     |  |

## Créditos
- Tony MacAlpine – guitarra, teclado, mezcla, producción
- Jerome Jones – voz ("Hatred to Love")
- Mike Terrana – batería
- Kevin Chown – bajo
- Damir Simic Shime – ingeniería, mezclas
- Bob Fisher – masterización